# Ischys
 (novembre 2009).
Si vous disposez d'ouvrages ou d'articles de référence ou si vous connaissez des sites web de qualité traitant du thème abordé ici, merci de compléter l'article en donnant les références utiles à sa vérifiabilité et en les liant à la section « Notes et références ».
Dans la mythologie grecque, Ischys (du grec ancien, ἰσχύς qui signifie force physique, fermeté, violence, puissance) est un arcadien, fils d'Élatos et d'Hippea ou d'Élatos et de Laodice, fille du roi de Cinyras. Il avait quatre frères, Stymphalus, Aepytus, Pereus et Cyllen. Connu pour avoir été l'amant de la nymphe Coronis fille de Phlégias roi des Lapithes alors que celle-ci était enceinte d'un fils d'Apollon.
Apollon fut averti de cette trahison grâce à son don de divination ou bien par l'indiscrétion d'une corneille blanche. Furieux Apollon s’en prit tout d’abord à l’oiseau qu’il maudit et qui depuis ce jour revêtit un plumage noir.
Selon les versions, Apollon conta sa mésaventure à sa sœur Artémis qui cribla de flèches l'infidèle Coronis ou alors c'est lui-même qui tua Coronis et Ischys.
Le corps de son amante morte était déjà sur le bûcher funéraire lorsqu' Apollon réalisa que celle-ci était enceinte et arracha son fils (Asclépios) du ventre de sa mère et des flammes. Apollon confia l’éducation d'Asclépios au très sage centaure Chiron qui lui apprit l’art, la littérature, les sciences mais surtout la médecine.